# 市川淳
市川 淳（いちかわ じゅん、1976年2月25日 - ）は、日本のソングライター、編曲家、音楽プロデューサー。

## 来歴
神奈川県出身。東京音楽大学作曲科卒業。アニメ・ドラマ・映画・ゲームなどのサウンドトラックの作曲と編曲、アーティストや声優への楽曲提供、CM 音楽やTV 番組BGM の制作などを中心に活動。アーティストへの楽曲提供ではオリコンチャートトップ10に入る楽曲を複数提供。ドラマ劇伴では視聴率首位の作品や、サントラCDがオリコン記録になる作品に参加。映画音楽では国際映画賞受賞作品に参加。アニメ劇伴でもヒット作品多数に参加。幅広いジャンルで活動し、各ジャンルごとに確かな実績を残している。

## 劇伴作品

### ドラマ
- 美男ですね（michitomoと共同）
- うぬぼれ刑事（仲西匡と共同）
- 確証〜警視庁捜査3課
- 潔子爛漫〜きよこらんまん〜
- 恋するハエ女
- 同窓生〜人は、三度、恋をする〜
- ビギナーズ!（michitomoと共同）
- ビター・ブラッド（大隅知宇、吉川慶と共同）
- 冬のサクラ
- 妄想捜査〜桑潟幸一准教授のスタイリッシュな生活
- 明日もきっと、おいしいご飯〜銀のスプーン〜
- 朝が来る
- 誘拐法廷〜セブンデイズ〜（沢田完と共同）

### アニメ
- 男女の友情は成立する？（いや、しないっ!!）[1]
- ババンババンバンバンパイア
- I.CINNAMOROLL
- FLAGLIA ～なつやすみの物語～
- 真・中華一番!
- 不機嫌なモノノケ庵 續
- C3 -シーキューブ-
- ふたりはミルキィホームズ
- 未確認で進行形
- みツわの
- 落語天女おゆい[2]
- レンタルマギカ
- レディ ジュエルペット
- ヨスガノソラ（Bruno Wen-li名義）[3]

### 映画
- 劇場版シルバニアファミリー フレアからのおくりもの
- 神在月のこども
- ぼくらの7日間戦争
- 寫眞館
- 陽なたのアオシグレ
- 体感型ビジュアルサウンドドラマ劇場企画「ヒカリ」

### 舞台
- 演劇女子部 ミュージカル「TRIANGLE-トライアングル-」
- 演劇女子部 ミュージカル「サンクユーベリーベリー」
- 大人の麦茶 公演「1974」
- 大人の麦茶 公演「タイガーブリージング」
- 大人の麦茶 公演「いちころソング」
- 大人の麦茶第 公演「美女木ジャンクション」
- 大人の麦茶第 公演「サバンナチャンス」
- 劇団ゲキハロ公演 「寝る子はキュート」
- 劇団ゲキハロ公演 「サンク　ユー　ベリー　ベリー」
- 劇団ゲキハロ公演「江戸から着信！？～タイムスリップto圏外！」

### ゲーム
- 「終遠のヴィルシュ -EpiC:lycoris-」
- 「UNDER NIGHT IN-BIRTH II Sys:Celes」
- 「ミストニアの翅望 -The Lost Delight-」
- 「キューピット・パラサイト -Sweet & Spicy Darling.-」
- 「終遠のヴィルシュ -ErroR:salvation-」

- 「スターリィパレット」（楽曲提供）
- 「ファイナルファンタジー　レコードキーパー」（編曲参加）
- 「マギアレコード 魔法少女まどか☆マギカ外伝」（編曲参加）

## 楽曲提供
逢田梨香子
- 「Lotus」（作曲・編曲）
- 「ブルーアワー」（作曲・編曲）
- 「花筵」（編曲）
- 「シネマ・アンブレラ」（作曲・編曲）
- 「ノスタルジックに夏めいて」（作曲・編曲）
- 「うまれる」（作曲・編曲[4]）

愛美
- 「Dear...」（作曲）

蒼井翔太
- 「ソーセージ」（作詞・作曲・編曲）
- 「雪の音」（編曲）

あきよしふみえ
- 「Together」（編曲）

芦田愛菜
- 「やさしさに包まれたなら」（編曲）

伊武深司
- 「空海 〜kookai〜」（作詞・作曲・編曲）

今井ゆうぞう
- 「誰だってヘラクレス」（作曲・編曲）
- 「オカエリの歌」（編曲）
- 「僕は君さ」（編曲）

入野自由
- 「流れ星」（作詞・作曲・編曲）

URURU
- 「ナンクルナイサ」（作曲）

FTISLAND
- 「You'll Be In My Heart」（編曲）

近江知永
- 「ウタカタ」（編曲）
- 「Float 〜空の彼方で〜」（編曲）
- 「火ノ花」（編曲）

奥田美和子
- 「月が好き」（編曲）

KAORI
- 「篝火」（編曲）

喜多村英梨
- 「紋」（作曲）
- 「雪華」（作曲）

楠田亜衣奈
- 「夢のつぼみ」（編曲）
- 「群青シネマ」（作曲・編曲）
- 「My yesterdays」（編曲）
- 「レイニーマーメイド」（作曲・編曲）

工藤静香
- 「銀の龍の背に乗って」 （編曲）
- 「カム・フラージュ」 （編曲）
- 「浅い眠り」 （編曲）

CHEMISTRY
- 「キミがいる」（作曲）

小池徹平
- 「AIR STYLE」 （作曲）
- 「I'm Here」 （作曲）

後藤沙緒里
- 「JUMP」（作曲）
- 「小さな公園」 （作曲・編曲）
- 「蝶の螺旋」 （作曲）
- 「私に愛されている人」 （作曲・編曲）
- 「BITTER SWEET」 （作曲）

小林ゆう
- 「Searchin' for」（作詞・作曲・編曲）

シド
- 「夏恋」（編曲）
- 「Room」（編曲）

柴咲コウ
- 「帰り道」（編曲）
- 「Glitter」（作曲）
- 「Sweet Mom」（作曲・編曲）
- 「interference」（編曲）
- 「あのひとこのひと」（編曲）
- 「invitation」（編曲）
- 「prism」（編曲）
- 「少しづつ」（作曲）
- 「大切にするよ」（作曲・編曲）
- 「幸せ繋いでた糸」（作曲）
- 「Sweet Dream」（編曲）
- 「Nervous」（作曲）
- 「graybee」（編曲・ギター）
- 「濡れた羽」（編曲）
- 「若手クリエーター」（編曲）
- 「嬉々」（編曲）
- 「regret」（編曲）
- 「カレンダー」 （作曲）
- 「notice of the way it is」（編曲）
- 「break a spell」（作曲）
- 「君の声」（編曲）
- 「泣いていい」（作曲）

島崎和歌子
- 「HappyLife〜明日に向かって〜」（編曲）
- 「世界でいちばん熱い夏」（編曲）

島谷ひとみ
- 「晴れた日は…（作曲・編曲）

John-Hoon
- 「何も言えない」（作詞・作曲）
- 「サブリミナル」（作曲）

白石涼子
- 「ダリアな気持ち」（作曲・編曲）
- 「みらいかぜ」（作曲）

ステファニー
- 「キズナ」（ジョー・リノイエと共編曲）

瀬名
- 「Music of Soul」（編曲）
- 「EO 〜転生の光〜」（編曲）

タイナカサチ
- 「桜舞う」（作曲・編曲）

高橋瞳
- 「コトノハ」（作曲）

谷村新司
- 「風の暦」（編曲）

田村ゆかり
- 「Petite lumiere」（作曲・編曲）

茅原実里
- 「jelly beans」（作曲・編曲）

CHIHIRO
- 「Present」（編曲）

Dream
- 「Why fall in love?」（作曲）

中原麻衣
- 「We May Dream」（編曲）

中森明菜
- 「想い出まくら」（編曲）
- 「冬が来る前に」（編曲）
- 「あの夏の日」（作曲・編曲）

林明日香
- 「もう一度あなたに会いたい」（作曲・編曲）
- 「大切にしようね」（編曲）
- 「スノウドロップ」（編曲）
- 「道標」（作曲・編曲）

ハロー!プロジェクト関連
- W
  - 「センチ・メタル・ボーイ」（編曲）

- 松浦亜弥
  - 「Feel Your Groove」（編曲）

福山潤
- 「聖なる夜に〜with you」（作曲・編曲）

茉奈 佳奈
- 「Fighting Girl」（編曲）
- 「Mother」（編曲）
- 「守ってあげたい」（編曲）
- 「恋のバカンス」（編曲）
- 「夢をあきらめないで」（編曲）
- 「銀色の道」（編曲）
- 「ハートのエースが出てこない」（編曲）
- 「あいしてる」（編曲）

牧野由依
- 「ハチガツノソラ」（作曲・編曲）

美郷あき
- 「奇跡」（編曲）

みつき
- 「キズナ」（編曲）

宮野真守
- 「トロイメライ」（編曲）
- 「ぼくのキセキ」（作曲）
- 「逆さま地球」（作曲・編曲）
- 「Secret Line」（作曲・編曲）
- 「燦灯歌」（編曲）
- 「愛の詩 〜Ulyssesの宴〜」（作曲・編曲）
- 「辻の華」（編曲）
- 「Naked Tango」（作曲・編曲）
- 「僕のマニュアル」（作曲・編曲）

山本サヤカ
- 「東京だより」（編曲）

結城アイラ
- 「星が永遠を照らしてる」（編曲）

吉田栄作
- 「Still Chasing」（編曲）

米倉千尋
- 「胸いっぱいの愛」（作曲）

RUMI
- 「楽園ウォーカー」（作曲）

Lady Marmalade
- 「終わらない夢」（編曲）

### アニメソング
うみものがたり 〜あなたがいてくれたコト〜
- 「Treasure! 〜君と出逢えたコト〜 eclipse ring remix」（編曲）

しゅごキャラ!
- 「月夜のマリオネット」（作曲）

未確認で進行形
- 「Good ♡ Smell」（作曲・編曲・サウンドプロデュース）

## CM音楽
- National
  - IH調理器「繰り返す幸せ」篇
  - ノンフロン冷蔵庫 「断熱実証」篇、「大地の恵み」篇
  - エアコンKIREI　「冬のお部屋」篇　「比較」篇
  - セパレートポットジャー　「ウエディング」篇 60"挿入歌「省エネの歌」作曲/出演
  - IHクッキングヒーター　「エジソン」篇
- 大東建託
  - サウンドロゴ'04秋〜　「いい部屋ネット、大東建託♪」
  - 「部屋が一番」篇
- マクドナルド
  - スモークドビーフサンド「ニューヨーカー!」篇
  - 南仏風ラタトゥーユサンド 「南仏の恵み」篇
- BANDAI
  - 「NARUTO-ナルト-カードゲーム」
  - PS2ゲーム「NARUTO忍の里の陣取り合戦」「ご注意」篇
- @NetHome
  - 「タカシモテモテ」篇、「オトナなミキちゃん」篇
  - 「女性向け」「GAME」「勉強・教育」篇
- 花王
  - ワイドハイター 「みんなの汚れ」篇
  - ビオレボディケアフォーム 「デビュー」篇 声の出演：ビオレパパ役
- LOTTE
  - Dole Wフラッペ「フラフラッペ」篇
  - 雪印 トルコ風アイス夏マンゴー「伸びるマンゴー」篇
- ヤマザキパン 「春のパンまつり2004」 編曲
- SONY 「QRIO+MUSIC」篇
- 任天堂 GBA用ゲームソフト「マリオ&ルイージRPG」
- 第一パン 「ポケモンラップ」篇
- SUZUKI スクーターchoinori 「走れ、国産」篇
- LION ソフトインワン 「一人二役」篇　本編+サウンドロゴ
- 財団法人省エネルギーセンター 「できること、もっと。」篇　サウンドロゴ
- JA共済 交通安全 「標識」篇
- AEON 給付金 「相談」篇
- P&G アリエール 「my favorite bag」篇

## テレビ、書籍
- 日本テレビ「歌スタ!!」